# Vestlig rød spyttekobra
Vestlig rød spyttekobra (Naja katiensis) er en giftig slange, der hører til slægten Naja, der er en del af familien giftsnoge.